# Ginoles
Ginoles (okzitanisch: Ginòlas) ist eine französische Gemeinde im Arrondissement Limoux im Département Aude in der Region Okzitanien (vor 2016 Languedoc-Roussillon) in den Ausläufern der Pyrenäen. Sie hat 298 Einwohner (Stand: 1. Januar 2022). Ginoles gehört zum Kanton La Haute-Vallée de l’Aude und zum Gemeindeverband Pyrénées Audoises. Die Einwohner werden Ginolais genannt.

## Geographie
Ginoles liegt etwa 50 Kilometer südsüdwestlich von Carcassonne. Das Gemeindegebiet ist Teil des Regionalen Naturparks Corbières-Fenouillèdes. Umgeben wird Ginoles von den Nachbargemeinden Quillan im Norden, Osten und Süden sowie Coudons im Westen.

## Bevölkerungsentwicklung
| 1962                       | 1968 | 1975 | 1982 | 1990 | 1999 | 2006 | 2019 |
| -------------------------- | ---- | ---- | ---- | ---- | ---- | ---- | ---- |
| 181                        | 194  | 263  | 297  | 357  | 349  | 365  | 303  |
| Quellen: Cassini und INSEE |      |      |      |      |      |      |      |

## Sehenswürdigkeiten
- Kirche Saint-André